# Huấn luyện viên (bóng đá)
Trong bóng đá, huấn luyện viên là người chịu trách nhiệm điều hành một câu lạc bộ bóng đá hoặc một đội tuyển quốc gia. Huấn luyện viên của một câu lạc bộ chuyên nghiệp là người chịu trách nhiệm ở nhiều lĩnh vực, bao gồm quản lý đội bóng, lựa chọn chiến thuật, tuyển chọn hoặc chiêu mộ cầu thủ.

## Trách nhiệm
Trách nhiệm của huấn luyện viên trong một câu lạc bộ bóng đá bao gồm nhưng không giới hạn những điều sau:
- Lựa chọn những cầu thủ thích hợp để ra sân và đội hình cho mỗi trận đấu.
- Đề ra kế hoạch về chiến thuật, và chỉ đạo trên sân.
- Đưa ra nhiệm vụ với huấn luyện viên đội một và bác sĩ.
- Tìm ra các tài năng trẻ cho các học viện hoặc đội dự bị.
- Mua và bán các cầu thủ trên thị trường chuyển nhượng, thậm chí cho mượn.

Một số trách nhiệm trên đây còn được chia sẻ cùng giám đốc thể thao hoặc giám đốc kĩ thuật và cả trợ lý huấn luyện viên.
Trên thực tế, phụ thuộc vào đội bóng, một số trách nhiệm khác bao gồm:
- Tiếp thị đội bóng, đặc biệt là về giá vé, tài trợ và buôn bán.
- Giữ lợi nhuận cho đội bóng.

Những trách nhiệm trên thường là của các huấn luyện viên của câu lạc bộ nhỏ.